# Han Na-lae
Dans ce nom coréen, le nom de famille, Han, précède le nom personnel.
Pour les articles homonymes, voir Han.
Han Na-lae, née le 6 juillet 1992 à Incheon, est une joueuse de tennis professionnelle sud-coréenne.

## Carrière
Évoluant principalement sur le circuit ITF, elle y a remporté 13 titres en simple et 26 en double.
Elle fait partie de l'équipe de Corée du Sud de Fed Cup depuis 2014.

### 2014 - 2016: quelques bons résultats mais surtout sur le circuit ITF
En 2014, elle bat à domicile sa compatriote ancienne quart de finaliste l'année précédente Jang Su-jeong, sur le score de 7-6, 6-4, 6-3. Elle échoue par la suite face à Varvara Lepchenko 7-5, 6-1. En 2015 au challenger de Nanchang, elle arrive en quarts mais ça sera la seule fois où elle passera le premier tour dans un tournoi. Lucky loser en 2016 à Dalian, elle passe un tour face à la locale Yang Zhaoxuan mais échoue ensuite face à Wang Qiang. Associée à la Thaïlandaise Nicha Lertpitaksinchai, elles échouent face à Akiko Omae - Peangtarn Plipuech sur le score sévère de 6-4, 6-3.

### 2017 - 2021: peu de résultats en simple mais premiers titres en double
En 2017, à l'Open de Corée, elle bat la 42e joueuse mondiale Kristýna Plíšková sur un double 6-4. Elle échouera cependant au tour suivant face à Sara Sorribes Tormo sur le score de 6-1, 6-2. En double, elle passe le premier tour face à ses compatriotes Jeong Sunam - Park Sang-hee, associée à Jang Su-jeong. Elles seront éliminées par la paire Kiki Bertens - Johanna Larsson, tête de série numéro 1.
En septembre 2018, elle remporte son premier titre en double sur le circuit WTA à Séoul avec Choi Ji-hee, en battant en finale Hsieh Shu-ying et Hsieh Su-wei. Elles battent Priscilla Hon - Yana Sizikova, puis la paire tête de série numéro 2 Dalila Jakupović - Darija Jurak, elles s'imposent après face à la paire tête de série numéro 3 Ellen Perez - Arina Rodionova, pour aller en finale et la remporter. 
Par la suite, elle ne passe pas un tour en simple. 
En 2020, elle fait ses débuts dans un majeur mais échoue au premier tour face à Tamara Zidanšek. 
En 2021, au challenger de Charleston, elle passe un tour face à Tatjana Maria, mais perd face à Hanna Chang au tour suivant. Elle passe un tour à domicile mais perd face à Kristina Mladenovic. En double, elle obtient un nouveau titre. Face à Valentíni Grammatikopoúlou - Réka Luca Jani, associée à Choi Ji-hee, elle remporte le tournoi de Corée. Elles battent la paire tête de série numéro 1 Arianne Hartono - Olivia Tjandramulia 6-2, 6-4, et Jang Su-jeong - Isabella Shinikova 6-0, 6-2. Par la suite, elles remportent le titre sur un score de 6-4, 6-4.

### 2022: titre en simple et quelques résultats sur le circuit secondaire
Elle obtient un titre sur le circuit secondaire à Monastir 3 et quelques bons résultats (finales lors des tournois de Monastir 4 perdue face à Nigina Abduraimova et à Changwon perdue face à Kurumi Nara). Notons qu'elle enchaine trois quarts de finale lors des deux levées des tournois de Bendigo et Canberra (perdues face à Olivia Gadecki et Destanee Aiava), et les demi-finales à Incheon (perdue face à Carol Zhao, future vainqueure).

## Palmarès

### Titre en double dames
| No | Date       | Nom et lieu du tournoi | Catégorie | Dotation  | Surface    | Partenaire  | Finalistes                  | Score    |         |
| -- | ---------- | ---------------------- | --------- | --------- | ---------- | ----------- | --------------------------- | -------- | ------- |
| 1  | 17-09-2018 | Korea Open Séoul       | Intern'l  | 226 750 $ | Dur (ext.) | Choi Ji-hee | Hsieh Shu-ying Hsieh Su-wei | 6-3, 6-2 | Tableau |

### Titres en double en WTA 125
| No | Date       | Nom et lieu du tournoi           | Catégorie | Dotation  | Surface      | Partenaire    | Finalistes                                | Score            |          |
| -- | ---------- | -------------------------------- | --------- | --------- | ------------ | ------------- | ----------------------------------------- | ---------------- | -------- |
| 1  | 20-12-2021 | Hana Bank Korea Open Séoul       | WTA 125   | 115 000 $ | Dur (int.)   | Choi Ji-hee   | Valentíni Grammatikopoúlou Réka Luca Jani | 6-4, 6-4         | Tableau  |
| 2  | 19-06-2023 | Veneto Open Internazionali Gaiba | WTA 125   | 115 000 $ | Gazon (ext.) | Jang Su-jeong | Weronika Falkowska Katarzyna Piter        | 6-3, 3-6, [10-6] | Parcours |

## Parcours en Grand Chelem

### En simple dames
| Année | Open d'Australie | Open d'Australie    | Internationaux de France | Internationaux de France | Wimbledon | Wimbledon          | US Open         | US Open             |
| ----- | ---------------- | ------------------- | ------------------------ | ------------------------ | --------- | ------------------ | --------------- | ------------------- |
| 2015  | —                | —                   | —                        | —                        | —         | —                  | Q1              | Sorana Cîrstea      |
| 2016  | —                | —                   | —                        | —                        | —         | —                  | Q2              | Risa Ozaki          |
| 2017  | Q1               | Liu Fangzhou        | Q1                       | Maryna Zanevska          | Q1        | Aryna Sabalenka    | Q1              | Jamie Loeb          |
| 2018  | —                | —                   | —                        | —                        | —         | —                  | —               | —                   |
| 2019  | Q1               | Paula Ormaechea     | Q1                       | Georgina García Pérez    | —         | —                  | Q2              | Mariam Bolkvadze    |
| 2020  | 1er tour (1/64)  | Tamara Zidanšek     | —                        | —                        | Annulé    | Annulé             | —               | —                   |
| 2021  | Q2               | Tsvetana Pironkova  | Q1                       | Olga Govortsova          | Q1        | Vitalia Diatchenko | —               | —                   |
| 2022  | —                | —                   | Q1                       | Wang Xiyu                | Q1        | Mandy Minella      | —               | —                   |
| 2023  | Q2               | Anastasia Tikhonova | Q1                       | Nao Hibino               | Q1        | Yuriko Miyazaki    | 1er tour (1/64) | Markéta Vondroušová |

N.B. : à droite du résultat se trouve le nom de l'ultime adversaire.

## Classements WTA en fin de saison
| Année          | 2009 | 2010 | 2011 | 2012 | 2013 | 2014 | 2015 | 2016 | 2017 | 2018 | 2019 | 2020 | 2021 | 2022 | 2023 | 2024 |
| Rang en simple | 885  | 958  | 483  | 806  | 483  | 273  | 276  | 178  | 256  | 216  | 181  | 204  | 273  | 176  | 261  | 973  |
| Rang en double | –    | –    | 718  | 1077 | 400  | 202  | 208  | 279  | 328  | 129  | 236  | 193  | 234  | 95   | 167  | 730  |

Source : (en) Classements de Han Na-lae sur le site officiel de la Fédération internationale de tennis